# Venner (sæson 5)
Den femte sæson af den amerikanske tv-serie Venner består af 24 afsnit. Den gik i luften i USA på NBC 24. september 1998 og sluttede 20. maj 1999. Serien er skabt af David Crane og Martha Kauffman og produceret af Bright/Kauffman/Crane Productions i samarbejde med Warner Bros. Television.

## Medvirkende
| - Jennifer Aniston som Rachel Green - Courteney Cox som Monica Geller - Lisa Kudrow som Phoebe Buffay - Matt LeBlanc som Joey Tribbiani - Matthew Perry som Chandler Bing - David Schwimmer som Ross Geller - James Michael Tyler som Gunther - Helen Baxendale som Emily Waltham - George Newbern som Danny - Michael Ensign som Dr. Donald Ledbetter - Michael Rapaport som Gary | - Maggie Wheeler som Janice Hosenstein - Elliott Gould som Jack Geller - Christina Pickles som Judy Geller - Jane Sibbett som Carol Willick - Jessica Hecht som Susan Bunch - Giovanni Ribisi som Frank Buffay, Jr. - Debra Jo Rupp som Alice Knight - Morgan Fairchild som Nora Bing - June Gable som Estelle Leonard - Bob Balaban som Frank Buffay, Sr. - Tom Conti som Steven Waltham - Jennifer Saunders som Andrea Waltham - Zen Gesner som Dave - Sam Anderson som Dr. Harad - Patrick Fabian som Dan | - Iqbal Theba som Joeys læge - Gary Collins som sig selv - Sam McMurray som Doug - Soleil Moon Frye som Katie - Willie Garson som Steve - Joanna Gleason som Kim Clozzi - Kristin Dattilo som Caitlin - Lilyan Chauvin som bedstemor Tribbiani - Megan Ward som Nancy - Thomas Lennon som Randall - Jeanette Miller som den gamle dame - Julie Lauren som Krista - Scott Mosenson som læreren - Sarah Rose Peterson som Elizabeth Hornswoggle - Michael Monks som Dr. Miller - Samatha Smith som Jen |

## Afsnit
"Serie #" refererer til episodens nummer set over alle sæsoner, hvorimod "Episode #" refererer til episodens nummer i denne specifikke sæson.
| Nr. i serie | Nr. i sæson | Titel                                                                                            | Instruktør            | Forfatter                                                     | Oprindelig sendedato | Produktionskode |
| ----------- | ----------- | ------------------------------------------------------------------------------------------------ | --------------------- | ------------------------------------------------------------- | -------------------- | --------------- |
| 98          | 1           | "The One After Ross Says Rachel" "Den efter Ross siger Rachel"                                   | Kevin S. Bright       | Seth Kurland                                                  | 24. september 1998   | 467651          |
| 99          | 2           | "The One with All the Kissing part 1" "Den med alle kyssene, del 1"                              | Gary Halvorson        | Wil Calhoun                                                   | 1. oktober 1998      | 467652          |
| 100         | 3           | "The One Hundredth The One with Triplets part 2" "Den ene hundrededel Den med trillinger, del 2" | Kevin Bright          | David Crane & Marta Kauffman                                  | 8. ok                | 467653          |
| 101         | 4           | "The One Where Phoebe Hates PBS" "Den hvor Phoebe hader PBS"                                     | Shelley Jensen        | Michael Curtis                                                | 15. oktober 1998     | 467654          |
| 102         | 5           | "The One with the Kips" "Den med klips’ene"                                                      | Dana DeValley Piazza  | Scot Silveri                                                  | 29. oktober 1998     | 467655          |
| 103         | 6           | "The One with the Yeti" "Den med yeti’en"                                                        | Gary Halvorson        | Alexa Junge                                                   | 5. november 1998     | 467656          |
|             |             | "The One" "Den hvor Ross flytter ind"                                                            | Gary Halvorson        | Gigi McCreery & Perry M. Rein                                 | 12. november 1998    | 46757           |
| 105         | 8           | "The One with All the Thanksgivings" "Den med thanksgiving"                                      | Kevin S. Bright       | Gregory S. Malins                                             | 19. november 1998    | 467658          |
| 106         | 9           | "The One with Ross’s Sandwich" "Den med Ross’ sandwich’"                                         | Gary Halvorson        | Ted Cohen & Andrew Reich                                      | 10. december 1998    | 467658          |
| 107         | 10          | "The One with the Inappropriate sister" "Den med den upassende søster"                           | Shana Goldberg-Meehan | Dana DeValley Piazza                                          | 17. december 1998    | 467661          |
| 108         | 11          | "The One with All the Resolutions" "Den med alle beslutningerne"                                 | Joe Regalbuto         | Historie af: Brian Boyle Tv-manuskript af: Suzie Villandry    | 7. januar 1999       | 467660          |
| 109         | 12          | "The One with Chandler’s Work Laugh" "Den med Chandler’s arbejdslatter"                          | Kevin Bright          | Alicia Sky varinaitis                                         | 21. januar 1999      | 467663          |
| 110         | 13          | "The One with Joey’s Bag" "Den med Joey’s røv"                                                   | Gail Mancuso          | Historie af: Michael Curtis Tv-manuskript af: Seth Kurland    | 4. februar 1999      | 467662          |
| 111         | 14          | "The One Where Everybody Finds Out" "Den hvor alle finder ud af det"                             | Michael Lembeck       | Alexa Junge                                                   | 11. februar 1999     | 467664          |
| 112         | 15          | "The One with the Girl Who Hits Joey" "Den med pigen, som slår Joey"                             | Kevin S. Bright       | Adam Chase                                                    | 18. februar 1999     | 467665          |
| 113         | 16          | "The One with the Cop" "Den med betjenten"                                                       | Andrew Tsao           | Historie af: Alicia Sky Varinaitis                            | 25. februar 1999     | 467666          |
| 114         | 17          | "The One Where Rachel Smokes" "Den hvor Rachel ryger"                                            | Todd Holland          | Michael Curtis                                                | 8. april 1999        | 467668          |
| 116         | 19          | "The One Where Ross Can’t Flirt" "Den hvor Ross ikke kan flirte"                                 | Gail Mancuso          | Doty Abrams                                                   | 22. april 1999       | 467669          |
| 117         | 20          | "The One with the Ride-Along" "Den med køreturen"                                                | Gary Halvorson        | Historie af: Shana Goldberg-Meehan & Seth Kurland             | 29. april 1999       | 467670          |
| 18          | 21          | "The One with the Ball" "Den med bolden"                                                         | Gary Halvorson        | Historie af: Scott Silveri Tv-manuskript af: Wil Calhoun      | 6. maj 1999          | 467671          |
| 119         | 22          | "The One with Joey’s Big Break" "Den med Joey’s store gennembrud"                                | Gary Halvorson        | Historie: Shana Goldberg-Meehan Tv-manuskript af: Wil Calhoun | 13. maj 1999         | 467672          |
| 120-121     | 23-24       | "The One in Vegas" "Den i Vegas"                                                                 | Kevin Bright          | Ted Cohen, Andrew Reich, Gregory S. Malins & Scott Silveri    | 20. majj 1999        | 467673 & 467674 |